# 다바타 데루키
다바타 데루키(일본어: 田畑 輝樹, 1979년 4월 16일 ~ )는 일본의 전 축구 선수이다.

## 구단 경력
과거 알비렉스 니가타에서 활동하였다.